# Odette de Mourgues
Odette de Mourgues  (* 1914 in Le Puy-en-Velay; † 1. Juli 1988) war eine französische Anglistin, Romanistin, Literaturwissenschaftlerin und Schriftstellerin, die in England als Hochschullehrerin wirkte.

## Leben und Werk
Odette de Mourgues studierte zuerst Jura in Grenoble, dann Englische Literaturwissenschaft bei Henri Fluchère (1898–1987) in Aix-en-Provence (Agrégation 1945). Nach Krieg, Résistance, Verlust eines Kindes und Scheidung ging sie nach England und promovierte 1950 mit der Arbeit Metaphysical, Baroque & Précieux Poetry (Oxford 1953) in Cambridge (Girton College). Dort lehrte sie – nicht ohne Einfluss von F. R. Leavis (1895–1978) – zuerst als Lecturer, ab 1968 als Reader und ab 1975 als Professorin für französische Literatur.

## Weitere Werke
- Le Jugement avant-dernier. Roman, Paris 1954
- L'hortensia bleu. Roman, Paris 1956
- La Fontaine. Fables, London 1960
- O muse, fuyante proie ... Essai sur la poésie de La Fontaine, Paris 1962, 1987
- (Hrsg.) An anthology of French seventeenth-century lyric poetry, London 1966
- Autonomie de Racine, Paris 1967
- Racine or, the Triumph of relevance, Cambridge 1967
- Two French moralists. La Rochefoucauld and La Bruyère, Cambridge 1978
- Intelligence et comique dans le théâtre de Molière, London 1980 (Cassal bequest lecture)
- Quelques paradoxes sur le classicisme, Oxford 1981 (Zaharoff Lecture)